# San Pelagio de Araujo
Araujo (llamada oficialmente San Paio de Araúxo) es una parroquia del municipio español de Lovios, en la provincia de Orense, Galicia.

## Toponimia
La parroquia también es conocida por el nombre de San Pelagio de Araujo.

## Organización territorial
La parroquia está formada por ocho entidades de población:
- Bouzas
- Briñidelo
- Esperanzo
- Guende
- Prencibe
- Puxedo (O Puxedo)
- Reguengo (O Reguengo)
- San Paio

## Demografía
| Gráfica de evolución demográfica de Araujo entre 2000 y 2022 |
|                                                              |
| Datos según el nomenclátor publicado por el INE.             |